# Zaułek Browarny

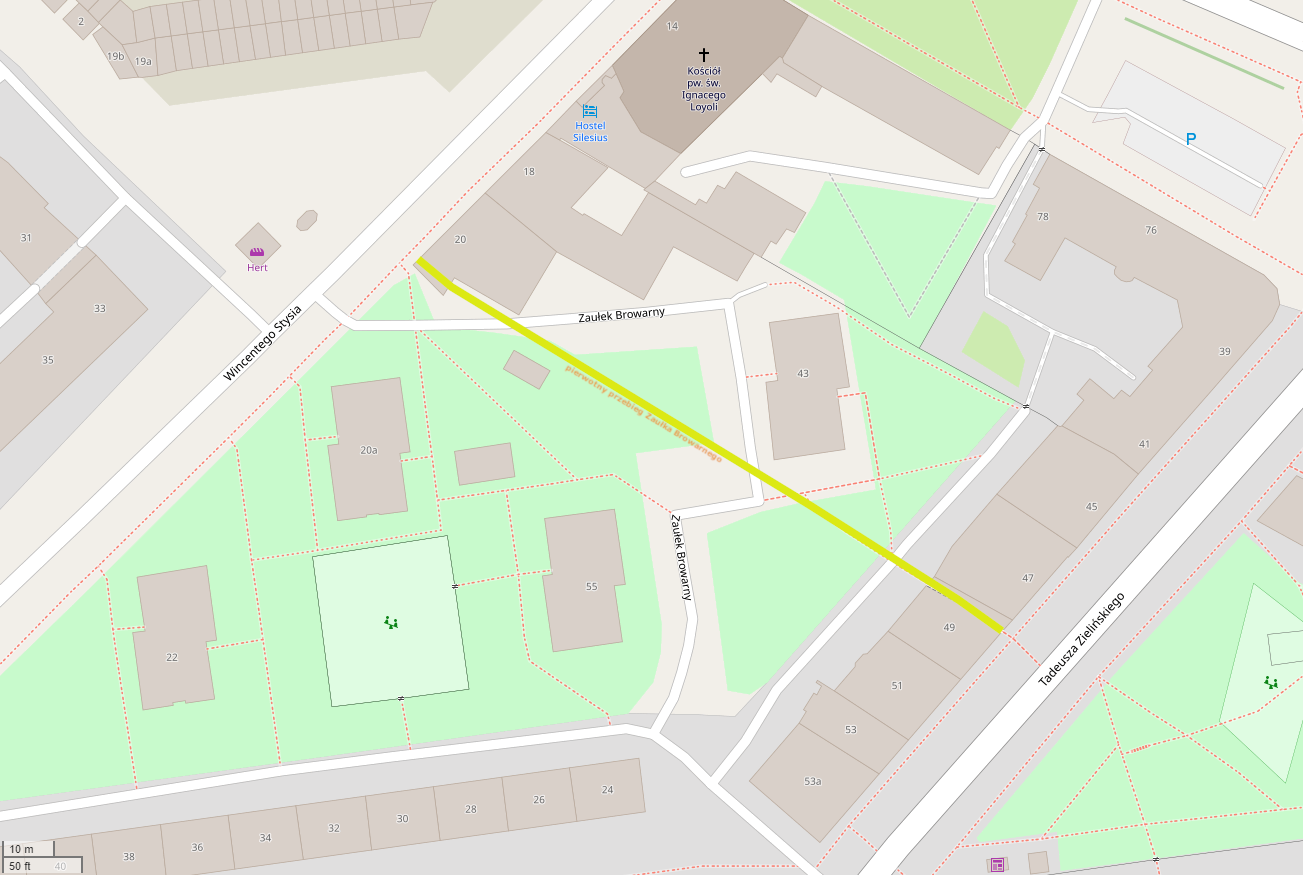
Zaułek Browarny w OpenStreetMap; zaznaczony jego historyczny przebieg

Zaułek Browarny – uliczka, która znajdowała się w rejonie wrocławskiego osiedla Powstańców Śląskich, łącząca Höfchenstraße (dzisiejszą ul. Zielińskiego) z Gabitzstraße (ul. Stysia). Liczyła ona około 150 m długości, przy czym wjazdy z obu stron (od Höfchenstraße i od Gabitzstraße) prowadziły przez bramy wjazdowe w kamienicach przy obu tych ulicach. Ulica występuje w niektórych oficjalnych dokumentach, jednak nie ma jej w Systemie Informacji Przestrzennej Wrocławia. 

## Historia
Niemiecką nazwę uliczki Bräuergasse (funkcjonowała także jako Bräuergaßchen) dał Carl Bräuer, działający na przełomie XIX i XX wieku właściciel znajdującego się tutaj małego browaru i Établissement – Carl Bräuer’s Festsaal Zur Frohen Stunde.
Podczas oblężenia Festung Breslau w 1945 zabudowa uliczki zniszczona została na tyle poważnie, że nieliczne tylko jej elementy nadawały się do odbudowy. Po koniecznych wyburzeniach i odgruzowaniu odtworzono jednak kamienicę bramną od strony Zielińskiego 49, zaś po przeciwnej stronie, przy ul. Stysia 20, gmach odbudowano bez przejazdu bramnego, który był już zbędny.
W latach 70., po usunięciu resztek gruzu z obszaru kwartału pomiędzy ul. Stysia i Zielińskiego, zdecydowano się tam postawić cztery jednakowe budynki – jedenastokondygnacyjne „punktowce”. Nadano im punkty adresowe ul. Zielińskiego 43 i 55 oraz Stysia 20a i 22. Decyzja ta spowodowała, że pewnemu zakłóceniu uległ prostoliniowy ciąg Zaułka Browarnego (pojawiły się m.in. elementy małej architektury, jak również np. mały budynek rozdzielni energetycznej). Ponieważ zarówno przed wojną, jak i po niej, wszystkie obiekty znajdujące się przy Zaułku Browarnym miały swoje adresy przypisane do ulic sąsiednich (Stysia lub Zielińskiego), toteż nie ma go w wykazach adresowych poczty (nie ma swojego kodu pocztowego), ani w wykazach wyborczych (nie ma adresów zamieszkania). Pomimo to Zaułek Browarny występował lub nadal występuje na planach Wrocławia i w niektórych innych urzędowych bądź oficjalnych dokumentach (np. GUS-u, Urządu Skarbowego, wykazie Ksiąg Wieczystych). Nie ma go już jednak w Systemie Informacji Przestrzennej Wrocławia. Obecny przebieg wewnętrznej drogi dojazdowej do budynków stojących wewnątrz kwartału pomiędzy ul. Stysia a Zielińskiego na niektórych mapach internetowych (OpenStreetMap, Google Maps) bywa identyfikowany jako „Zaułek Browarny”.

Pozostałości Zaułka Browarnego we Wrocławiu
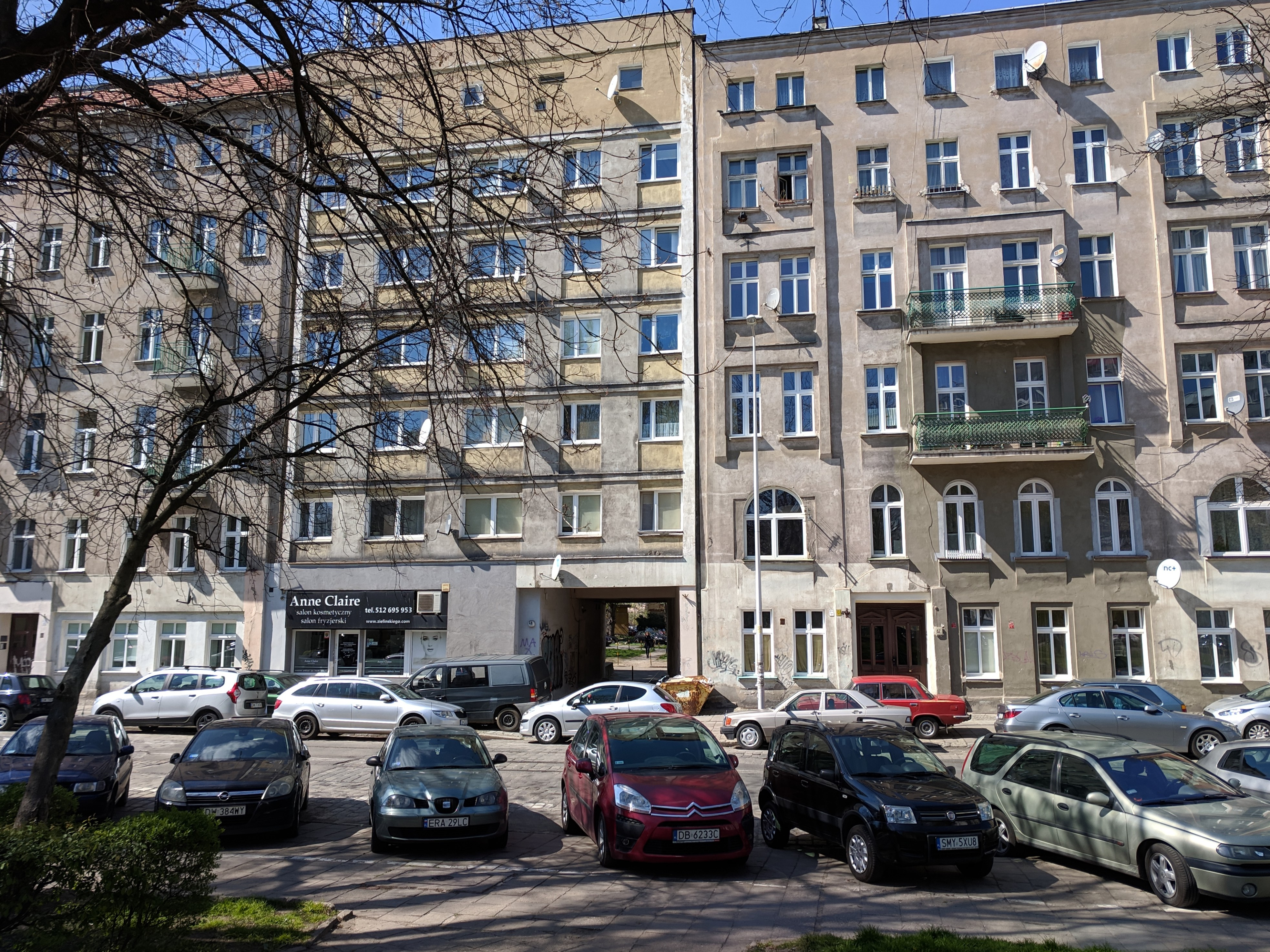
Zielińskiego 49: w środku kadru widoczna brama wjazdowa do Zaułka Browarnego
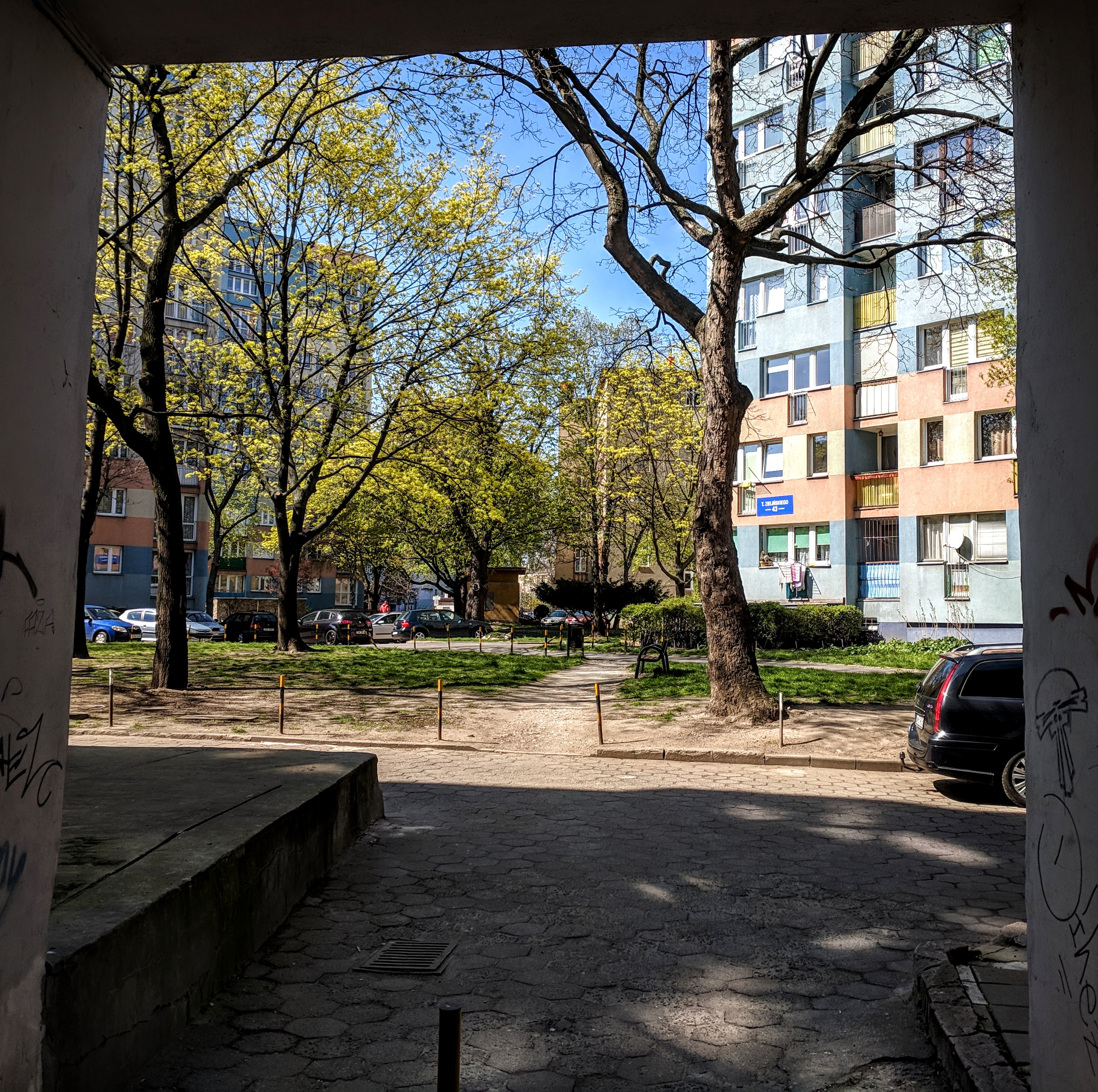
Widok spod bramy przy ul. Zielińskiego 49 w stronę dawnego wyjazdu na ul. Stysia
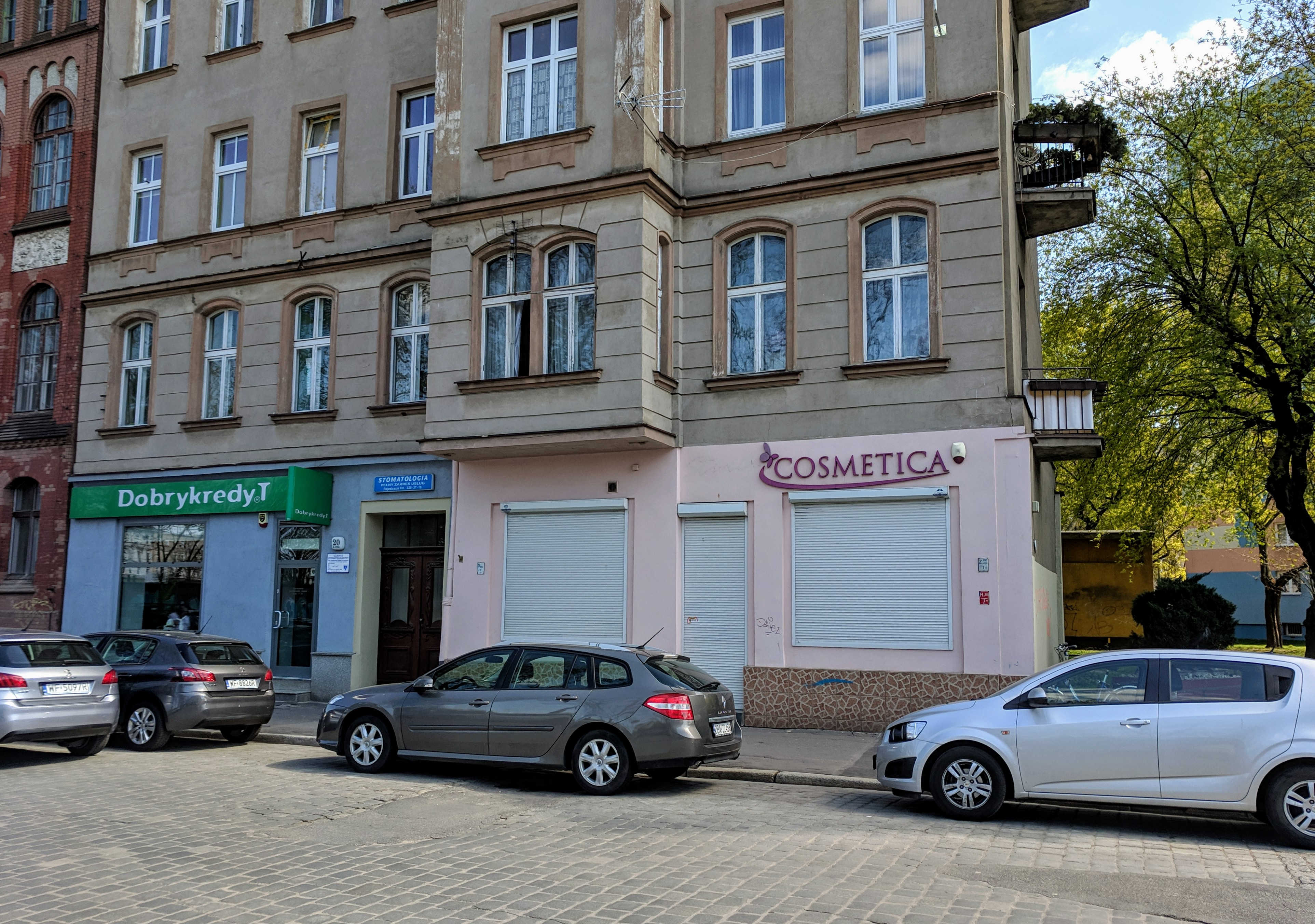
Usytuowanie dawnej bramy wjazdowej do Zaułka Browarnego z ul. Stysia 20
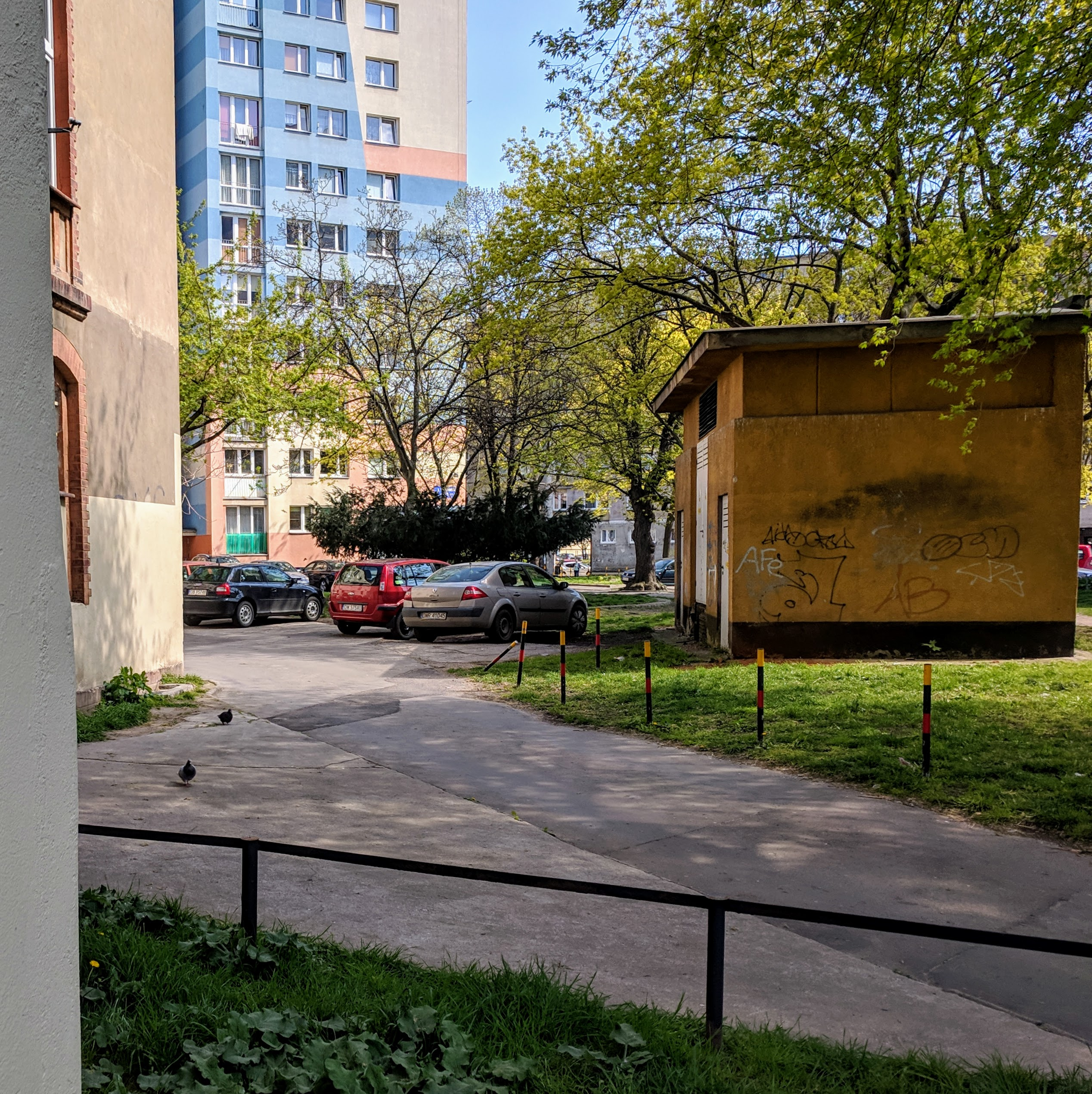
Widok od Stysia 20 w stronę wyjazdu przez bramę pod ul. Zielińskiego 49